# Skutterudiet
Het mineraal skutterudiet of smaltiet is een kobalt-nikkel-arsenide met de chemische formule (Co,Ni)As2,5.

## Eigenschappen
Het opaal witte of licht staalgrijze skutterudiet heeft een metallische glans, een zwarte streepkleur en de splijting van het mineraal is duidelijk volgens de kristalvlakken [100] en [111]. Het kristalstelsel is kubisch. Skutterudiet heeft een gemiddelde dichtheid van 6,5, de hardheid is 5,5 tot 6 en het mineraal is niet radioactief.

## Naamgeving
Het mineraal skutterudiet is genoemd naar de Noorse plaats Skutterud, waar het voor het eerst beschreven werd.

## Voorkomen
Skutterudiet is een hydrothermaal erts-mineraal dat gevonden wordt in aders van hoge temperatuur samen met andere nikkel-kobalt mineralen. De typelocatie is Skutterud in Noorwegen. Het mineraal wordt verder onder andere gevonden in Bou Azzer, Marokko.